# Saldula comatula
Saldula comatula är en insektsart som beskrevs av Parshley 1923. Saldula comatula ingår i släktet Saldula och familjen strandskinnbaggar. Inga underarter finns listade i Catalogue of Life.